# Schlacht von Kraśnik
Kraśnik – Komarów – Złoczów – 
Gnila Lipa – Lemberg – Grodek –
Rawa Ruska
Die Schlacht von Kraśnik war die erste größere Schlacht zwischen Österreich-Ungarn und dem Russischen Reich an der Ostfront. Es war der erste Sieg Österreich-Ungarns im Ersten Weltkrieg. Sie begann am 23. August 1914 im Königreich Galizien und Lodomerien und den angrenzenden Gebieten des Russischen Reiches und endete zwei Tage später. Die österreichisch-ungarische 1. Armee unter dem Oberbefehlshaber Viktor Dankl konnte der russischen 4. Armee eine Niederlage beibringen. Als Resultat wurde General der Kavallerie Dankl für eine kurze Zeit als Nationalheld gefeiert. Die meisten folgenden Zusammenstöße in Galizien endeten aber mit russischen Siegen.

## Ausgangslage

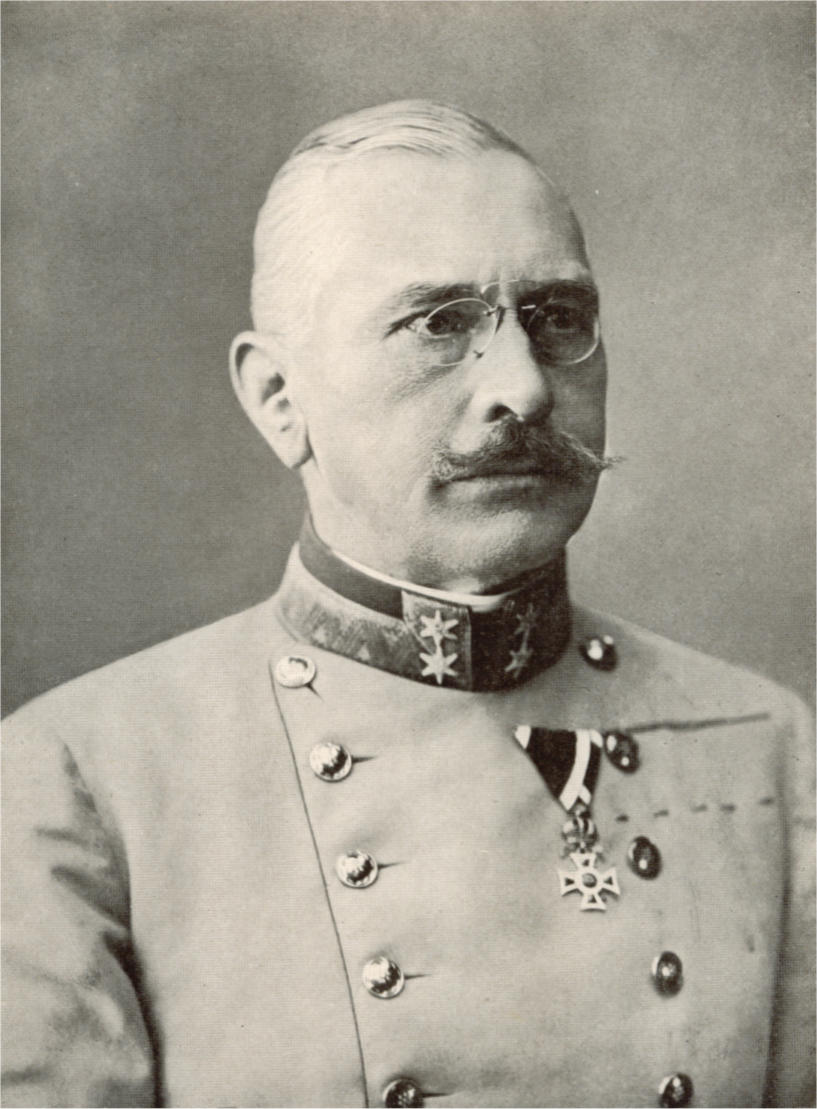
Viktor Graf Dankl von Krasnik

Mitte August 1914 war der Kriegsschauplatz im nördlichen und östlichen Galizien geprägt durch Aufklärung- und Grenzgefechte vorgeschobener Kavallerieverbände zwischen Truppen Österreich-Ungarns und des Russischen Reiches. Die Gegner mobilisierten ihre Armeen mit maximaler Geschwindigkeit und verlegten sie zu den Grenzen, um diese zu schützen oder auf gegnerisches Territorium vorzustoßen.
Der Befehlshaber der russischen Südwestfront, General Nikolai Iudowitsch Iwanow ordnete das Vorgehen seiner 4. und 5. Armee über Lublin und Cholm gegen die Nordgrenze Galiziens an. Bis zum 23. August waren überraschend schnell Truppen der russischen Nordwestfront am nördlichen Kriegsschauplatz in Ostpreußen rund 75 Kilometer auf deutsches Gebiet vorgestoßen. Österreich-Ungarn hatte bis zum 20. August nur minimale Gebietsgewinne durch die kampflose Besetzung der Stadt Miéchow im nördlichen Vorfeld Krakaus erreicht.

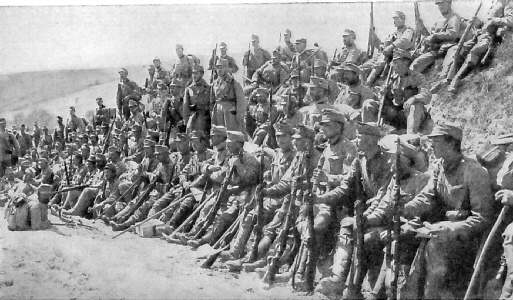
Österreich-ungarische Truppen bei einer Rast während eines laufenden Vorstoßes

Nach Plänen des österreichisch-ungarischen Generalstabschefs Franz Graf Conrad von Hötzendorf hatte die 1. Armee den Feindkontakt in Richtung Lublin offensiv zu suchen, den Gegner nach Brest-Litowsk abzudrängen und gleichzeitig mit einer deutschen Operation in Richtung auf Siedlce den ungünstigen Frontvorsprung Kongresspolens zu begradigen. Die an der San-Linie konzentrierte k.u.k. 1. Armee rückte ab dem 20. August über die nördliche Landesgrenze Galiziens vor. Bei der österreichischen Offensive war der linke Flügel durch das Ostufer der Weichsel gedeckt, wo am westlichen Ufer bei Sandomir die gleichzeitig vorgehende k.u.k. Armeegruppe des General der Kavallerie Heinrich Kummer von Falkenfeld zu unterstützen hatte. An der Ostflanke wurde Dankls Vorstoß von der österreichisch-ungarischen 4. Armee begleitet.

## Die Schlacht
Vor Beginn der Schlacht verfügten die österreichisch-ungarischen Truppen über Vorteile gegenüber den russischen Verbänden. Diese waren die numerische Überlegenheit sowie eine bessere strategische Ausgangsposition. Die k.u.k. 1. Armee bestand aus 10,5 Infanteriedivisionen und 2 Kavalleriedivisionen, hingegen verfügte die russische 4. Armee am ersten und zweiten Tag der Schlacht lediglich über 6,5 Infanteriedivisionen, sie war aber verstärkt durch 3,5 Kavallerie-Divisionen. Auf Anweisung des Generalstabschefs der k.u.k Armee verstärkte die Angriffsoperation das schnelle Herüberziehen der Gruppe Kummer vom westlichen Weichselufer, was durch den Generalstabschef der russischen Südwestfront, Michail Alexejew, nicht erwartet worden war.
Am 22. August befahl General Dankl die Offensive seiner Armee nach Norden, sein Ziel war der Durchbruch in Richtung auf Lublin. General Alexejew befahl zu spät seiner noch weiter rückwärts stehenden 5. Armee (General Pawel Adamowitsch Plehwe) schneller vorzugehen, um zur 4. Armee aufzuschließen und deren linken Flanke schützen zu können. Obwohl dieser Befehl der russischen  4. Armee eine stärkere Ausgangsposition verschafft hätte, konnte er die folgende taktische Niederlage nicht mehr verhindern.
Am 23. August traf die an der linken Flanke der 1. Armee eingesetzte 3. Kavallerie-Division (FML Adolf Ritter von Brudermann) des k.u.k. I. Korps unter General der Kavallerie Karl Graf von Kirchbach mit der 5. und 46. Division östlich Annapol auf den Feind. Im Zentrum der k.u.k. 1. Armee drang das V. Korps (Feldzeugmeister Paul Puhallo von Brlog) mit der 14. und 33. Division über Janow beiderseits der Bystrzista nach Norden vor. Das sich im Aufmarsch befindliche russische 14. Armeekorps (General Woyshin-Murdas) und das 16. Armeekorps (General Geisman) wurden im frontalen Angriff zurückgedrängt. Am rechten Flügel Dankls ging das X. Korps (General der Infanterie Hugo Meixner von Zweienstamm) am 22. August mit der 2., 24. und 45. Division kampflos über den Tanew nordwärts auf Bjelgoraj vor und erreichte am 23. August im Kampf mit dem russischen Grenadierkorps (General Josif Iwanowitsch Mrozowski) die Linie Polichna – Turobin bis zum Wieprz. Am 24. August drangen die k.u.k. 5. und 46. Division in Kraśnik ein, die Deckung nach Westen zur Weichsel übernahm jetzt die 12. Division (FML Paul Kestranek). Am 24. und 25. August setzte die 1. Armee den Angriff erfolgreich fort und schob ihren linken Flügel zur Umfassung vor. Baron Saltza zog deshalb seinen geschlagenen rechten Flügel rechtzeitig hinter den Chlodelbach zurück.
Die Schlacht war sowohl untypisch für den Grabenkrieg, durch den die Westfront dominiert sein würde, als auch für die Kriegsführung an der Ostfront, da die beteiligten Kontingente meist wesentlich größer waren. Es wurden niemals Positionen für ein längeres Halten gebaut, da keine der Armeen die Zeit hatte, um sich einzugraben. Stattdessen verlief die Schlacht beweglicher und involvierte große Kavalleriegefechte, da beide Seiten zusammen 5,5 Kavallerie-Divisionen ins Feld stellen konnten.

## Folgen
Durch den österreichisch-ungarischen Erfolg wurde der russische Einbruch in Nordgalizien vorerst abgewendet, der unterlegene Oberbefehlshaber Baron Saltza wurde schon während der Schlacht durch General Ewert ersetzt. Die Schlacht um Kraśnik löste eine Serie weiterer Zusammenstöße entlang der großen galizischen Front aus, die alle mit der Schlacht von Lemberg in Verbindung standen.
Bereits am 27. August entbrannte die Schlacht aufs Neue, das k.u.k. I. und V. Korps erlitten dabei schwere Verluste. Bis zum 30. August konnte Dankl durch das schlesische Landwehrkorps unter Woyrsch verstärkt werden, das bei Jozefow über die Weichsel ging.
Die heutige Militärliteratur vereinigt alle Konfrontationen unter der Bezeichnung Schlacht von Galizien. Der kurzfristig erfolgte russische Rückzug in Richtung Lublin wurde gemeinsam mit der wenig später bei Komarów ebenfalls zurückgeworfenen russischen 5. Armee ausgeführt.
Am 5. September begann General Ewert aus dem südlichen Vorfeld von Lublin starke Gegenangriffe, welche Dankl am 7. September zwangen, den Rückzugsbefehl anzuordnen.
Infolge einer Reihe von weiteren Niederlagen der anderen österreichisch-ungarischen Kräfte ging Lemberg am 11. September verloren, auch die Front der k.u.k. 1. Armee musste wieder hinter den San zurückgenommen werden.
Dankls Verehrung als Nationalheld währte jedoch nur kurz: Seine 1. Armee wurde bereits im Oktober 1914 in der Schlacht bei Iwangorod geschlagen und musste bis Ende November unter herben Verlusten hinter die Nida und Pilica auf das nördliche Vorfeld von Krakau zurückweichen. Im Jahr 1917 erhielt der zum Generaloberst ernannte Dankl das Kommandeurskreuz des Militär-Maria-Theresien-Ordens unter gleichzeitiger Erhebung in den Freiherrnstand. 1918 wurde Freiherr von Dankl zur Ehrung noch der Titel eines Grafen und das Namensprädikat von Kraśnik verliehen.
In individuellerer Hinsicht war die Schlacht auch ein wichtiger Moment in der Karriere des damaligen Generalmajors Carl Gustaf Emil Mannerheim, der die Leibgarde Ulanen-Brigade führte, welche der russischen 4. Armee zugeordnet war. Mannerheim erhielt für seine Führung in der Schlacht den St.-Georgs-Orden und nahm an vielen weiteren Kämpfen im Laufe der Schlacht um Galizien teil.